# Nazionale femminile di pallanuoto della Cina
La nazionale di pallanuoto femminile della Cina (中国国家女子水球队) è la rappresentativa nazionale cinese nelle competizioni internazionali femminili di pallanuoto. È gestita dalla Chinese Swimming Association.

## Storia
La rappresentativa è stata costituita nel 2004, in prospettiva dei Giochi olimpici casalinghi di Pechino 2008. In pochi anni è cresciuta fino a raggiungere i vertici mondiali, avendo conquistato il terzo posto nella Coppa del Mondo 2010 e la medaglia d'argento ai campionati mondiali di Shanghai l'anno successivo e la World League nel 2013.

## Risultati

### Massime competizioni
Olimpiadi
- 2008 5º
- 2012 5º
- 2016 7º
- 2020 5º
- 2024 10º

Mondiali
- 2005 16º
- 2007 14º
- 2009 11º
- 2011  Argento
- 2013 9º
- 2015 5º
- 2017 10º
- 2019 11º
- 2023 13º
- 2024 10º
- 2025 9º

Giochi asiatici
- 2010  Oro
- 2014  Oro
- 2018  Oro
- 2023  Oro

### Altre
Coppa del Mondo
- 2006 8º
- 2010  Bronzo
- 2014 4º
- 2018 5º
- 2025 8º

World League
- 2006 2º turno di qualificazione
- 2007 6º
- 2008 5º
- 2009 5º
- 2010 5º
- 2011 4º
- 2012 4º
- 2013  Oro
- 2014 4º
- 2015 4º
- 2016 4º
- 2017 6º
- 2018 6º
- 2019 8º

### Competizioni giovanili
- Universiadi: 3

2009, 2011, 2023

## Formazioni

### Olimpiadi
Giochi olimpici - Pechino 2008Jun · Fei · Ping · Yujun · Jin · Yating · Ying · Ao · Yi · Huanhuan · Huizi · Leiying · Ying, CT: Juan Jané

### Altro
- Coppa del Mondo - Christchurch 2010 -  Bronzo:

Yang Jun, Teng Fei, Liu Ping, Sun Yujun, He Jin, Sun Yating, Song Donglun, Ao Gao, Wang Yi, Ma Huanhuan, Sun Huizi, Zhang Lei, Chen Yuan. C.T.: Juan Jané Giralt.
- Giochi asiatici - Canton 2010 -  Oro:

He Jin, Liu Ping, Ma Huanhuan, Song Donglun, Sun Huizi, Sun Yating, Sun Yujun, Teng Fei, Wang Yi, Yang Jun, Zhang Lei, Zhang Weiwei. C.T.: Juan Jané Giralt.
- Mondiali - Shanghai 2011 -  Argento:

Yang Jun, Teng Fei, Liu Ping, Sun Yujun, He Jin, Sun Yating, Song Donglun, Chen Yuan, Wang Yi, Ma Huanhuan, Sun Huizi, Zhang Lei, Wang Ying. C.T.: Juan Jané Giralt.